# For Heaven's Sake (1926)
For Heaven's Sake is een stomme film uit 1926 onder regie van Sam Taylor met in de hoofdrol Harold Lloyd. Het was de eerste film die Lloyd maakte voor Paramount Pictures.
De film kende een uiterst uitdagende productie, waarbij talrijke scènes werden opgenomen om later weer te worden verwijderd. Lloyd overwoog zelfs om de film niet uit te brengen. Ondanks deze moeilijkheden werd de film een aanzienlijk succes, met een opbrengst van 2 miljoen dollar. Hiermee behoorde het tot een van de meest succesvolle films in Lloyd's carrière.

## Verhaal
Een onverantwoordelijke jonge miljonair verandert van houding wanneer hij verliefd wordt op de dochter van een dominee uit het centrum van de stad.

## Rolverdeling
| Acteur         | Personage     |
| -------------- | ------------- |
| Harold Lloyd   | Uptown Boy    |
| Jobyna Ralston | Downtown Girl |
| Oscar Smith    | James Manners |
| Noah Young     | The Roughneck |
| Jim Mason      | The Gangster  |